# Ctenogobius saepepallens
Ctenogobius saepepallens is een straalvinnige vissensoort uit de familie van grondels (Gobiidae). De wetenschappelijke naam van de soort is voor het eerst geldig gepubliceerd in 1968 door Gilbert & Randall.